# Berylliumpolonid
Berylliumpolonid ist eine anorganische Verbindung aus der Gruppe der Polonide.

## Herstellung und Geschichte
Berylliumpolonid kann hergestellt werden, indem elementares Beryllium bei 600 °C in Poloniumdampf umgesetzt wird. Erstmals synthetisiert wurde es im Los Alamos Scientific Laboratory.

## Eigenschaften
Berylliumpolonid ist ein schwarzer Feststoff. Die Kristallstruktur ist kubisch-raumzentriert (Natriumchlorid-Struktur) mit dem Gitterparameter a = 5,838 Å.